# Orgue de l'Església parroquial de Sant Bartomeu
L'Orgue de l'Església de Sant Bartomeu és un orgue construït entre 1816 i 1817 aproximadament a la Parròquia de Sant Bartomeu, temple situat a la vall de Sóller; més concretament, al centre de la Plaça de la Constitució.
El primer orgue que es va construir en aquesta església era del segle XV. Era d'estètica gòtica, es trobava a la part del cor del temple i va passar per una sèrie de reformes fins a la seva destrucció. Així, a finals del segle xviii i principis del segle xix es va fabricar l'instrument actual, que també va haver de patir diverses reparacions.

## Evolució històrica
La data més llunyana que tenim del primer orgue de l'Església parroquial de Sant Bartomeu és de l'any 1498. Aquest orgue va ser construït per Jaume Febrer, però més endavant va ser condicionat per altres organers com:
- Gaspar Roig (1541 i 1545)[1][2]
- Cosme Gener (1563), per ordres pel bisbe Diego de Arnedo en la seva visita pastoral a la parròquia de Sóller. El manxador Pere Massac l'ajuda en aquesta reparació.[1]
- Fra Felip Jacob del Socors (1591 i 1595)[1][2]
- Joan Alenyar (Joan Alenyà - 1610)[1] o Joanot d'Ozona (1595 i 1610)[2]
- Pau Estada (1600), el qual va adobar les manxes.[1]
- Guillem Barrera (1610), el qual va afegir la cadireta a l'orgue.[1][2]
- Damià Morell (1635)[1]
- Fra Alemany (1661)[1][2]
- Frare del Sant Esperit (1668), que es va oferir després d'arreglar l'orgue de Fornalutx.[1][2]
- Damià i Sebastià Caymari (1686 i 1688), els quals són subvencionats per la vila i per Antoni Busquets i Puigderrós, un solleric militar interessat en contribuir amb les despeses de l'orgue.[1][2]

Al segle xviii, la parròquia de Sant Bartomeu estava en la ruïna, per tant, el rector solleric Bartomeu Rullan juntament amb Antoni Busquets i Puigderrós van dur la iniciativa de destruir el temple gòtic primitiu i van col·laborar econòmicament per dur a terme la nova construcció. Uns anys després, a l'any 1711, l'orgue reformat va ser traslladat a la nova església. Fra Vives, que suposam que és Fra Josep Vinyes per la seva presència en alguns altres orgues de Mallorca, va ser l'encarregat de dur a terme el trasllat i a l'any 1727 la Universitat va encomanar al valencià Lluís Navarro que el recompongués. Així, sabem que aquest mateix organer hi va estar treballant, almenys, fins al 1734.
Més tard, es diu que aquest orgue es va substituir per un de nou fabricat per Mateu Bosch, però podria ser que només s'hagués dut a terme una restauració a l'any 1743. D'aquest mateix orgue, Berard, el 1789, va deixar constàcia que estava situat al cor de la parròquia.
L'any 1798, el solleric bisbe Bernat Nadal pren la iniciativa de subvencionar un nou orgue, el qual va ser fabricat per Ludwing Scherrer, organer suís, i el qual es va inaugurar entre el 1816 i el 1817, aproximadament. D'aquesta manera, el 1858, el menorquí Benito Pons i Pons es va oferir a dreçar-lo i deixar-lo llest per tocar fins que el nou rector de la parròquia va confessar que totes les reformes que s'havien fet havien estat un fracàs. Per tant, l'any 1899, va proposar la seva reconstrucció utilitzant les mateixes peces, de manera que l'interior de l'orgue quedaria totalment retocat i l'exterior seria afí a l'antic.
En aquest mateix moment, Julià Munar va començar amb la tasca encomanada durant nou mesos i pel maig de 1900 es va posar en marxa. Una anys més tard, però, es van haver de fer millores a l'Església de Sant Bartomeu i aquest orgue es va haver de desmontar, eliminant així la cadireta.
L'any 1926, es va iniciar un projecta de reforma a la casa Amézua i Cia. de Sant Sebastià quan Rafel Sitjar era rector i Miquel Rosselló era organista de la parròquia. Així, Leocadio Galdós es va encarregar d'aquesta feina i va confeccionar l'orgue millorant alguns aspectes com: els reguladors, els aires sense oscil·lació ni canvis de pressió, els baixos del registre amb nous sectors pneumàtics, un pedal de trenta notes i una nova cadireta amb quatre jocs pneumàtics, els quals no vares aguantar gaire temps.
Des d'aleshores fins al segle xxi, l'orgue ha patit una sèrie de millores realitzades per diferents organers com: els Arrizabalaga, Azpiazu, Jan Jongepier, Felsberg (la casa suïssa) i Pere Reynés. Així, les obres van acabar l'any 2000 i el gener del 2001 va ser innaugurat amb un concert d'orgue interpretat per Bartomeu Veny.
Actualment, l'orgue de la Parròquia de Sant Bartomeu de Sóller es troba en bon estat i en bon funcionament. Està situat a la part del cor, com el primer que es va construir, en el centre de la paret posterior.

## Parts de l'orgue[1]
Es tracta d'un moble que consta de tres mòduls de diverses alçadesa cada un i amb portes per tapar-los. A més, disposa de diverses peanyes penjants, una consola per seure des de la qual l'organer pot arribar a tots els mecanismes per fer sonar l'instrument, una cadireta independent amb un teclat propi i unes manxes de fusta i de pell que permeten subministrar la pressió de l'aire en els diferents tubs perquè l'orgue no deixi de sonar.
En quant a l'ornamentació pictòrica, està decorada amb una base de colors mesclats amb deurats, a més de petits datalls calats i una iconografia ben perfilada. Referent als artesans que es van dedicar a la construcció de l'orgue, només es coneix el nom d'un pintor conegut com a mestre Jordi, el qual és possible que fos l'autor de les dues teles que representen l'anunciació de Maria i el naixement de Jesús. A hores d'ara, les podem trobar dins la sacristia de la parròquia penjades com si fossin quadres, les quals el 1998 van ser reformades des del Consell Insular de Mallorca per Rosario Alomar.

## Descripció de la consola[2]
Està format per tres teclats de cinquanta quatre notes des del Do/C fins al Fa/f (una octava més del sobreagut), encara que el pedal només disposa de trenta notes (del Do/C fins al Fa/f' agut). Així, l'Orgue Major està dividit entre h/c'.

### Orgue Major
- Bordó 16'
- Flautat
- Flautat
- Bordó
- Octava
- Dotzena
- Quinzena
- Ple
- Cimbalet
- Corneta
- Trompeta 8'
- Clarí 4' - 8'
- Clarí 15ª 2' - 4'
- Orlos 8'/16'

### Orgue d'Ecos
- Flautat 8'
- Celeste 8'
- Bordó 8'
- Octava 4'
- Corneta
- Trompeta Reial 8'
- Fagot
- Veu Humana

### Pedal
- Contras 16'
- Contras 8'
- Coralbaix 4'
- Fornitura IV
- Bombarda 16'
- Trompeta 8'

### Cadireta
- Bordó 8'
- Octava 4'
- Nazard 12ª
- Quinzena 2'
- Dinovena 1 1/3'
- Cimbalet III
- Corneta IV
- Cromorn 8'

Per altra banda, els acoblaments dels que disposa són: 1-P / II-P / III-P / III-II / I-II.